# Konsiga
Konsiga is een gemeente (commune) in de regio Kayes in Mali. De gemeente telt 4900 inwoners (2009).
De gemeente bestaat uit de volgende plaatsen:
- Bediara
- Kersignané Diafounou (hoofdplaats)
- Komodindé